# Plodio
Plodio je italská obec v provincii Savona v oblasti Ligurie. Nachází se přibližně 50 kilometrů západně od Janova a asi 20 kilometrů severozápadně od Savony.
Plodio sousedí s následujícími obcemi: Carcare, Cosseria, Millesimo a Pallare.